# Abednigo Ngcobo
Abednigo Valdez „Shaka“ Ngcobo (* 10. Mai 1950 in Cato Manor; † 1. November 2014) war ein südafrikanischer Fußballspieler. 1979 war er Fußballer des Jahres.

## Sportlicher Werdegang
Nach Stationen bei den Zulu Royals und den African Wanderers in seiner Heimatstadt Durban wechselte Ngcobo 1972 zu den Kaizer Chiefs nach Johannesburg, die ihn bei einem Freundschaftsspiel in Durban entdeckt hatten. Mit dem Klub, für den er mit mehreren kürzeren Unterbrechungen bis 1985 auflief, gewann er mehrfach den Meistertitel in der National Professional Soccer League sowie die Pokalwettbewerbe MTN 8, Telkom Knockout und den offiziellen Landespokal.
1975 wechselte Ngcobo gemeinsam mit seinen Vereinskameraden Kaizer Motaung und Pule Patrick Ntsoelengoe zu den Denver Dynamos in die North American Soccer League. Später lief er noch für die Minnesota Kicks in der nordamerikanischen Liga auf. 1980 wechselte er für eine Spielzeit nach Uruguay zu Peñarol Montevideo.